# Namesake (Album)
Namesake (englisch für Namensvetter) ist ein Jazzalbum des Dennis González New Dallas Sextet. Die am 14. Februar 1987 im Omega Audio Studio, Dallas entstandenen Aufnahmen erschienen 1987 auf Silkheart Records.

## Hintergrund
Der Trompeter Dennis González hat sich in der Jazzszene von Dallas der späten 1980er-Jahre einen eindrucksvollen Ruf als Koordinator, Katalysator und Bandleader erworben, notierte Don Snowden. Mit seinem „New Dallas Sextet“ untersuchte er mit vier Bläsern die Möglichkeit neuer harmonischer Ausdrucksformen; in seinem Sextett spielten der Trompeter Ahmed Abdullah sowie die Holzbläser Charles Brackeen und Douglas Ewart; die Rhythmusgruppe bildeten Malachi Favors am Bass und Alvin Fielder am Schlagzeug. Das Stück „Hymn for Mbizo“ ist dem südafrikanischen Bassisten Johnny Dyani gewidmet, der im Oktober 1986 gestorben war.

## Titelliste
- Dennis González New Dallas Sextet: Namesake (Silkheart SHLP-106, SHCD-106)[1]

1. Namesake 15:46
2. The Separation of Stones 9:15
3. Hamba Khale Qhawe 1:35
4. Four Pigs and a Bird’s Nest (Sharper) 5:37
5. Hymn for Mbizo 11:53
6. Good Friends 5:30

Wenn nicht anders vermerkt, stammen die Kompositionen von Dennis González.

## Rezeption
Die Kritiker Richard Cook und Brian Morton vergaben dem Album 1993 in der zweiten Auflage des Penguin Guide to Jazz dreieinhalb Sterne und schrieben, Namesake schwächele zwar im Vergleich zum Vorgängeralbum Stefan, dürfe aber [in einer González-Sammlung] nicht fehlen. Das lange Titelstück sei eine komplexe 7/4-taktige Figur, die es schaffe, völlig stimmig zu klingen und auch so, als würde es von einer viel größeren Band gespielt werden, so als hätte Gonzalez Charles Mingus’ Aneignungen von Duke Ellington auf The Black Saint and the Sinner Lady (1963) übernommen.
Die Offenheit dieser Musik kontrastiere mit ihrer Ideendichte, schrieb Richard Cook im März 1988 in The Wire. „Viele von Gonzalez’ Vorstellungen sind einfach, sogar unreduzierbar, aber seine Gruppenorganisation ist intuitiv und magisch. Der ganze Bereich des Post-Coleman-Jazz scheint sich durch ihr Spiel zu ziehen: Eine Tradition wird lebendig, voller Großzügigkeit. Das sind wunderbare Aufnahmen, die man sich nicht entgehen lassen sollte.“
Don Snowden verlieh dem Album in Allmusic lediglich drei Sterne und wandte ein, trotz seiner Möglichkeiten, mit vier Bläsern zu arbeiten, komme Namesake nicht wirklich voran, und es sei schwer, genau zu sagen, warum – Gonzalez’ Kompositionen seien im Wesentlichen Head-Arrangements, um Soli aufzubauen, anstatt ausgefeilte Ensemble-Passagen zu bieten. Und auch wenn diese Soli fast alle beeindruckend seien, bleibe die Musik entschieden  weniger als die Summe der Teile. So beginne „Hymn for Mbizo“ mit dem südafrikanischen Groove, den Gonzalez so mag, wechsle dann aber komplett zu Brackeens Solo. Die Soli seien gut in diesem Stück, aber alles bestünde aus unzusammenhängenden Abschnitten – vielleicht sei es ein Mangel an Verbindung zwischen Fielder und Favors in der Rhythmusgruppe, so der Autor. Großartige Musiker, so sein Resümee, aber sie würden alle in ihren eigenen Universen agieren, ohne wirklich zusammenzukommen und sich zu verbinden. Manche Dinge passieren einfach nicht so, wie sie sollten, und dies sei eines davon.
Der Down-Beat-Autor Michael Point schrieb in den Liner Notes, Dennis Gonzalez’ aktivistische Herangehensweise an die Musik habe seine Karriere weit von seiner Basis tief im Herzen von Texas getragen. Seine Aufnahmen, sowohl auf Silkheart als auch auf seinem eigenen Label DAAGNIM, würden seine offene Einstellung zum Musizieren hörbar dokumentieren. Dieses Album zeige, dass seine beachtlichen Fähigkeiten als Kommunikator, Koordinator und Katalysator für experimentelle musikalische Aktivitäten ebenso wichtig seien wie seine anderen Talente. Das Ergebnis sei Musik voller musikalischer Leidenschaft und Perkussion, ein kohärentes Statement aus den Ideen von Gonzalez, erweitert und verschönert durch das Ensemble zu einer universellen musikalischen Hymne.